# FC Merkur 07 Dortmund
FC Merkur 07 Dortmund is een Duitse voetbalclub uit Dortmund, Noordrijn-Westfalen.

## Geschiedenis
De club werd in 1907 opgericht als FC Merkur 07 Huckarde, tot 1914 was Huckarde nog een zelfstandige gemeente, daarna werd het een stadsdeel van Dortmund. In 1911 vroeg de club lidmaatschap aan bij de West-Duitse voetbalbond, maar dit werd afgewezen. Tijdens de Eerste Wereldoorlog laten de activiteiten stil. In 1919 diende de club opnieuw een aanvraag in bij de bond en werd nu wel geaccepteerd. 
De club begon in de C-Klasse van de Ruhrcompetitie en won alle twaalf competitiewedstrijden en werd autoritair kampioen met een doelsaldo van 54:0. Ook het volgende seizoen werd de club ongeslagen kampioen en promoveerde naar de A-Klasse, de derde hoogste klasse. De club kreeg nu meer tegenstand, maar kon door herstructurering van de competitie opnieuw promotie afdwingen naar de Kreisliga. In 1926 degradeerde de club. De club kon meteen terugkeren, maar werd laatste en degradeerde in 1928 opnieuw. In 1931 promoveerde de club nogmaals, maar kon ook nu het behoud niet verzekeren. 
Na de invoering van de Gauliga in 1933 werd de competitie weer grondig geherstructureerd en belandde de club in lagere reeksen.